# Modoc County
Das Modoc County ist ein County im Bundesstaat Kalifornien der Vereinigten Staaten. Der Verwaltungssitz (County Seat) ist Alturas, die einzige Stadt im County.

## Geographie
Das County liegt in der nordöstlichen Ecke von Kalifornien und hat eine Fläche von 10.887 Quadratkilometern, wovon 672 Quadratkilometer Wasserfläche sind. Es grenzt im Uhrzeigersinn an folgende Countys: Klamath County, Lake County, Washoe County, Lassen County, Shasta County und Siskiyou County.

## Geschichte
Das Modoc County wurde im Jahr 1874 aus dem östlichen Teil von Siskiyou County gegründet.
Es leitet seinen Namen vom indianischen Modoc-Stamm ab, der am Pit River lebt. Weltweite Beachtung kam den Modoc-Indianern im Modoc-Krieg (1872–73) zuteil, als über 500 Soldaten der US Army nicht imstande waren, weniger als 55 Modoc-Krieger zu besiegen, die sich in den Lavakanälen versteckten, welche heute das Lava Beds National Monument bilden. Der Krieg endete, als Captain Jack, der Anführer der Modoc, General Edward Canby bei einem Friedensgespräch erschoss. Die meisten Modoc-Krieger wurden festgenommen und ins Klamath-Reservat in Oregon gezwungen.
Im Modoc County liegt eine National Historic Landmark, das Tule Lake War Relocation Center, das der Internierung japanischstämmiger Amerikaner während des Zweiten Weltkriegs diente. 17 weitere Bauwerke und Stätten des Countys sind im National Register of Historic Places eingetragen.

## Demografische Daten

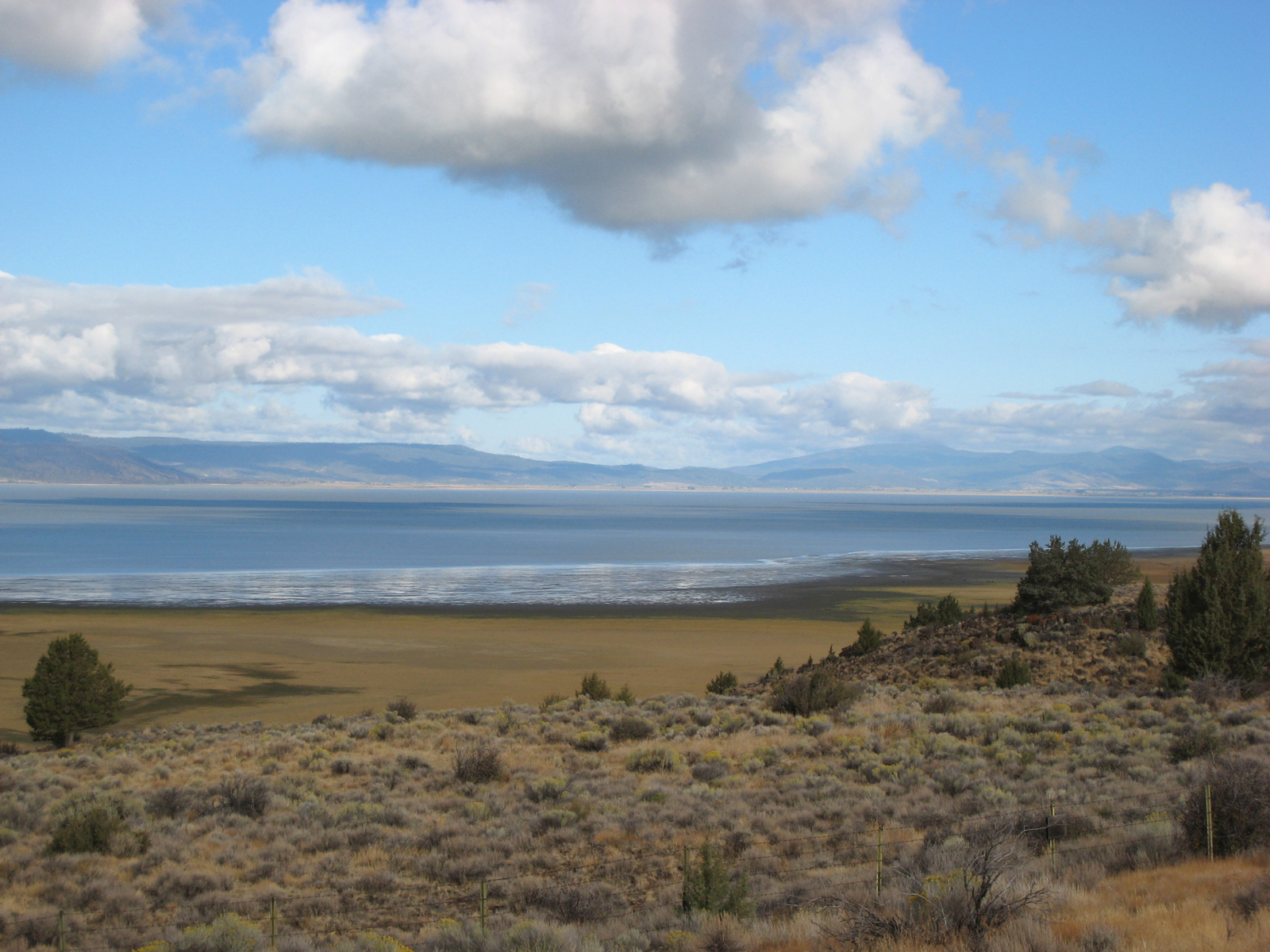
Der Goose Lake an der Grenze zu Oregon

Alterspyramide des Modoc Countys

Nach der Volkszählung im Jahr 2000 lebten im Modoc County 9449 Menschen. Es gab 3784 Haushalte und 2550 Familien. Die Bevölkerungsdichte betrug 1 Einwohner pro Quadratkilometer. Ethnisch betrachtet setzte sich die Bevölkerung zusammen aus 85,94 % Weißen, 0,69 % Afroamerikanern, 4,21 % amerikanischen Ureinwohnern, 0,61 % Asiaten, 0,07 % Bewohnern aus dem pazifischen Inselraum und 5,69 % aus anderen ethnischen Gruppen; 2,78 % stammten von zwei oder mehr ethnischen Gruppen ab. 11,51 % der Bevölkerung waren spanischer oder lateinamerikanischer Abstammung.
Von den 3784 Haushalten hatten 29,10 % Kinder und Jugendliche unter 18 Jahre, die bei ihnen lebten. 54,60 % waren verheiratete, zusammenlebende Paare, 8,80 % waren allein erziehende Mütter. 32,60 % waren keine Familien. 28,10 % waren Singlehaushalte und in 12,70 % lebten Menschen im Alter von 65 Jahren oder darüber. Die Durchschnittshaushaltsgröße betrug 2,39 und die durchschnittliche Familiengröße lag bei 2,91 Personen.
Auf das gesamte County bezogen setzte sich die Bevölkerung zusammen aus 25,60 % Einwohnern unter 18 Jahren, 5,70 % zwischen 18 und 24 Jahren, 23,30 % zwischen 25 und 44 Jahren, 27,70 % zwischen 45 und 64 Jahren und 17,60 % waren 65 Jahre alt oder darüber. Das Durchschnittsalter betrug 42 Jahre. Auf 100 weibliche Personen kamen 102,40 männliche Personen, auf 100 Frauen im Alter ab 18 Jahren kamen statistisch 98,70 Männer.
Das jährliche Durchschnittseinkommen eines Haushalts betrug 27.522 USD, das Durchschnittseinkommen der Familien betrug 35.978 USD. Männer hatten ein Durchschnittseinkommen von 30.538 USD, Frauen 23.438 USD. Das Prokopfeinkommen betrug 17.285 USD. 21,50 % Prozent der Bevölkerung und 16,40 % der Familien lebten unterhalb der Armutsgrenze. 29,70 % davon waren unter 18 Jahre und 8,60 % waren 65 Jahre oder älter.

## Orte im County

### City
- Alturas (County Seat)

### CDPs
- Adin
- California Pines
- Canby
- Cedarville
- Daphnedale Park
- Eagleville
- Fort Bidwell
- Lake City
- Likely
- Lookout
- New Pine Creek
- Newell